# Мушаківське сільське поселення
Муша́ківське сільське поселення — муніципальне утворення в складі Кіясовського району Удмуртії, Росія. Адміністративний центр — село Мушак.
Населення становить 349 осіб (2019, 414 у 2010, 554 у 2002).

## Історія
Мушаківська сільрада була утворена 1924 року шляхом перетворення волостей в складі новоствореного Кіясовського району Сарапульського округу Уральської області. 1 січня 1932 року постановою президії ВЦВК сільрада була передана разом з районом до складу Сарапульського району Уральської області. В лютому 1934 року сільрада разом з районом увійшла до складу Свердловської області, але із 7 грудня увійшла до складу Кіровського краю. З 23 січня 1935 року Кіясовський район був відновлений, з грудня 1936 року він став частиною Кіровської області, до складу цього району була повернута і сільрада.
Постановою ВЦВК від 22 жовтня 1937 року сільрада разом з районом увійшла до складу новоствореної Удмуртської АРСР. Згідно з указом президії ВР РРФСР від 16 червня 1954 року до сільради була приєднана Тавзямальська сільська рада. Постановою президії ВР Удмуртської АРСР від 8 грудня 1962 року та указами президії ВР РРФСР від 1 лютого 1963 року і президії ВР Удмуртської АРСР від 5 березня Кіясовський район був ліквідований, сільрада передана до складу Іжевського району. Постановою президії ВР Удмуртської АРСР від 11 січня 1965 року та указами президії ВР РРФСР від 12 січня і президії ВР Удмуртської АРСР від 16 січня сільрада відійшла до складу Малопургинського району. Згідно з указами президії ВР РРФСР від 3 листопада 1965 року та президії ВР Удмуртської АРСР від 16 листопада Кіясовський район був відновлений, до його складу повернули і сільраду. 2006 року, у зв'язку з адміністративною реформою, сільрада була перетворена в сільське поселення.

## Склад
До складу поселення входять такі населені пункти:
| Населений пункт    | Населення, осіб (2002) | Населення, осіб (2010) |
| ------------------ | ---------------------- | ---------------------- |
| Мушак, село        | 305                    | 250                    |
| Тавзямал, присілок | 249                    | 164                    |

## Господарство
В поселенні діють середня школа та садочок (Мушак), 2 фельдшерсько-акушерських пункти, 2 клуби та бібліотека.